# Tabulatura gitarowa
Tabulatura to system ułatwiający czytanie nut na gitarę.
Sześć poziomych linii reprezentuje struny gitary. Najniżej położona linia to struna E6 (najgrubsza). Każdej nucie na pięciolinii odpowiada konkretny zapis w tabulaturze, np.:
```
  e|-----------------|
H/B|-----------------|
  G|-----------------|
  D|-----------------|
  A|-----------------|
  E|---------------1-|

```

 Oznacza, że na strunie E6 mamy uderzyć w próg numer 1.
Popularnym programem do zapisywania nut i tabulatur jest Guitar Pro lub open source'owy TuxGuitar.

## Oznaczenia strun i strojenie
Przy czytaniu tabulatur ASCII należy zwrócić uwagę na strojenie: na samym początku zapisu albo każdej linii, przed pierwszymi znakami oznaczającymi zagrania, podane są dźwięki. Zapisuje się je różnie – jak powyżej: e, H, G, D, A, E, itd., ale występują również inne strojenia, jak np. Dropped D (D, A, D, G, H, e). Zdarza się, że przy dźwięku zapisuje się również rejestr, np. E3 zamiast po prostu E.
Czasem strój instrumentu zapisuje się przed rozpoczęciem całej tabulatury, w pojedynczej linii, np.
```
(Nagłówek: Autor, wykonawca, utwór, album, komentarze, etc)

Tuning: Dropped D

(tabulatura)
```

W programach do odczytu tabulatur strojenia nie podaje się na początku zapisu, tylko w opcjach ścieżki.
Gdy mówi się o samym zapisie, nie używa się oznaczeń dźwięków, tylko numeru struny, licząc od najcieńszej. Gdy chcemy wskazać błąd (w standardowym strojeniu) na strunie E3, piszemy, że błąd jest na strunie E6. Struna e (e5) to struna E1. Jeżeli jakiś dźwięk występuje tylko raz, to czasem można pominąć numer struny, np. wystarczy napisać, że coś jest nie tak na strunie G (a nie G3), choć numery są mile widziane.

## Skróty w tabulaturze
Rzadko zdarza się tabulatura z samymi liczbami na strunach. – Zazwyczaj dochodzą jeszcze pewne specyficzne zagrania, oznaczane odpowiednio literami:
- h – hammer-on
- p – pull-off
- b – bend – podciągnięcie (czasem jako ^)
- / i \ – slide(czasem jako s)
- v – vibrato (czasem jako ~)

Często przy całym zapisie jest legenda, mówiąca, co oznaczają odpowiednie oznaczenia.

### Hammer-on
nazywane czasem młoteczkiem, zapisywane w następujący sposób:
```
-2h3-
```

oznacza w powyższym przykładzie, że trzymając strunę na 2 progu, nie szarpiąc jej, dociskamy ją na 3 progu.

### Pull-off
Rzecz przeciwna do hammer-ona. Zapisywana na dwa sposoby:
```
-3h2-
(równoznaczne z:)
-3p2-
```

Oznacza to, że trzymając przyciśnięty 3 próg, bez szarpania struny, dociskamy drugi i puszczamy 3 tak, żeby dźwięk zmalał o półton.

#### Łączone hammer-ony i pull-offy
Niekiedy zdarza się, że widzimy coś takiego:
```
-2h3p2-
```

Oznacza to, że należy nacisnąć 2 próg, złapać trzeci i puścić go do drugiego, bez uderzania struny.

### Bend (podciągnięcie)
Zapisywane na jeden z następujących sposobów:
```
-7^9-
(równoznaczne z:)
-7b9-

-7b- (nad tabulaturą nota typu: ½, full, 1 ½, etc)
(równoznaczne z:)
-7^- (jw.)
```

Ogólna zasada działania to podciągnięcie struny równolegle do progów, czyli prostopadle do brzegów gryfu, tak żeby brzmiały, jak na progu podanym za znakiem ^ lub b, ew. o odpowiednią liczbę tonów wyżej (w zależności od noty: ½ – półton, full – pełny ton, 1 ½ – półtora tonu, etc).
Powstaje pytanie: skąd wiedzieć, o jaką odległość trzeba podciągnąć strunę, żeby brzmiała jak zapisano? To nieco problematyczne – trzeba to po prostu usłyszeć.
Jak przeliczać progi na tony? Jeden próg to pół tonu, czyli zapis:
```
-7^9-
```

jest równoznaczny z:
```
-7^- (z notą: full)
```

### W czterech wariantach
```
-/9-
-9\-
-7/9-
-9\7-

Ewentualnie zamiast znaków / i \ można spotkać literę s:
-s9-
-9s-
-7s9-
-9s7-

```

Zasada jest bardzo prosta: nie puszczając progu, nie szarpiąc struny, przejeżdżamy trzymającym palcem na inny próg. W kolejnych wariantach:
- naciskamy nieokreślony próg poniżej dziewiątego, szarpiemy strunę i przejeżdżamy palcem do dziewiątego, gdzie puszczamy, aby wydać kolejny dźwięk
- naciskamy próg dziewiąty, szarpiemy strunę i zjeżdżamy do nieokreślonego progu poniżej, gdzie puszczamy
- naciskamy siódmy próg, szarpiemy strunę i dojeżdżamy do dziewiątego, gdzie puszczamy
- jw. ale z dziewiątego na siódmy

### Vibrato
Rzecz nieco podobna do benda, zapisywana w sposób następujący:
```
-9~-
lub
-9v-
```

Vibrato polega na rytmicznym podciąganiu i opuszczaniu struny, jednakże nie ma tu określonej amplitudy podciągnięcia ani ilości podciągnięć.

## Wskazówki
Niestety – tabulatury ASCII (zapisywane znakami dostępnymi z klawiatury, a nie, jak np. w Guitar Pro lub LilyPond w postaci graficznej) nie pokazują rytmu ani tempa, w jakim należy zagrać dany utwór. Zwykle długość przerw między kolejnymi dźwiękami jest wskazówką, ale nie oddaje to rytmu tak dobrze, jak nuty. Dlatego też warto mieć również zapis nutowy utworu, oraz sam utwór, najlepiej z teledyskiem lub nagraniem koncertu, na którym można zobaczyć, jak jest grany.
Zazwyczaj, nawet jeżeli nie mamy podanego tempa utworu, zapis dzieli się na takty, wstawiając w odpowiednim miejscu kolumnę znaków | .